# 포린 폴리시
《포린 폴리시》(Foreign Policy)는 격월로 발행되는 미국의 간행물이며 1970년 학자 새뮤얼 헌팅턴(Samuel P. Huntington)과 워렌 데미안 만셸(Warren D. Manshel)에 의해 창간됐다.
포린 폴리시는, 포린 어페어스와 함께 국제 문제 전문지의 양대 산맥으로 불리고 있다. 포린 어페어스(Foreign Affairs)가 미국의 기득권층을 좀 더 대변하는 인상이 있다면, 포린 폴리시는 좀 더 진보적이라는 인상이 있다. 분기별로 중요하고 희소성 있는 국제정치 관련 정보들을 주로 연재하며 세로 4"×11" size로 발행된다.

## 역사
모이제스 냉(Moisés Naím) 편집장(1996~2010 재임) 시절, 미국 카네기 국제평화재단에 의해 분기별로 발행되던 포린 폴리시는 학술지에서 성격을 바꿔 격월 발행 고급 월간지로 다시 태어났다. 2003년, 2007년 그리고 2009년 3회에 걸쳐 미국잡지어워드 우수상을 수상했다. 포린 폴리시가 다루는 주요 주제들은 국제정치, 경제학, 정치통합과 사상 흐름이다. 2008년 9월 29일에는 언론 지주회사인 <워싱턴 포스트 컴퍼니>가 매수를 선언, 원래 소유주였던 <카네기 국제평화재단>으로부터 포린 폴리시를 매입했다

## 역대 기고자 목록
- 피터 갤브레이스(Peter Galbraith) -美 외교관, 前 UN 아프간 副특사
- 톰 릭스(Tom Ricks) - 퓰리쳐 상 수상자, 기자
- 스티븐 월트(Stephen Walt) - 국제적 베스트셀러 작가
- 대니얼 드레즈너(Daniel Drezner) - 터프츠 대학교 교수
- 로자 브룩스(Rosa Brooks) - 前 로스앤젤레스 타임즈 컬럼니스트
- 크리스쳔 브로우즈(Christian Brose) - 콘돌리자 라이스의 연설문 구성 작가
- 필립 젤리코프(Philip Zelikov) - 영화 <9/11 위원회> 감독
- 피터 피버(Peter Feaver) - 전 백악관 수석비서관
- 도브 자켕(Dov Zakheim) - 펜타곤 수석대변인
- 스티브 비건(Steve Biegun)- 존 맥케인의 정책 보좌관
- 조쉬 로진(Josh Rogin) - 워싱턴 저널리스트, <내셔널 시큐리티紙>와 <포린 폴리시紙>에 탐사보도 기사 집필

## 저작물 관련 정보
- 포린 폴리시紙는 <세계화 지수>와 <실패한 국가 지수>를 집계 발표하고 있으며 아울러 <Inside the Ivory Tower> 섹션에서는 국제정치학 부문 최고학교를 선정, 랭킹을 공개하고 있다. <Think Again> 섹션에서는 해외 정부 정책의 실패나 혹은 오해에 대한 부연 설명 등을 싣고 있다.
- 미국인에게 가기 힘든 절경지로 금강산을 1위로 선정하기도 하였다.[3]

- 2004년부터 디에고 이달고(Diego Hidalgo)[4] 가 라이센스를 획득하여 스페인어版으로도 발간되고 있다.
- 2005년 한국어版이 창간되었다.
- 2008년 12월 26일, 카네기 국제평화재단이 출판하는 포린 폴리시는 전 세계 최고의 싱크탱크 순위를 발표했다. 1위 브루킹스 연구소, 2위 미국외교협회(CFR), 3위 카네기 국제평화재단, 4위 랜드연구소, 5위 헤리티지재단을 선정했고, 미국 이외의 싱크탱크로는, 영국의 채텀 하우스, 국제전략문제연구소(IISS), 스웨덴의 스톡홀름국제평화연구소(SIPRI), 중국의 중국사회과학원이 최고로 선정되었다.[5]

## 같이 보기
- 미국의 외교 정책